# N93 (België)
De N93 is een gewestweg in de Belgische provincies Waals-Brabant en Namen. Deze weg vormt de verbinding tussen Nijvel en Belgrade.
De totale lengte van de N93 bedraagt ongeveer 38 kilometer.

## Plaatsen langs de N93
- Nijvel
- Thines
- Houtain-le-Val
- Baisy-Thy
- Sart-Dames-Avelines
- Marbais
- Sombreffe
- Bothey
- Mazy
- Spy
- Temploux
- Suarlée
- Belgrade

## N93a
De N93a is een verbindingsweg in Belgrade van de N93 ter hoogte van de N4. De route gaat in het verlengde van de N93 nog voor ongeveer 200 meter door. Op deze manier kan het verkeer zonder scherpe bochten in een rechte lijn de N4 richting Namen op. De N93a is ingericht als eenrichtingsverkeersweg.